# Rjazanovskij
Rjazanovskij (in russo Рязановский?) è una cittadina della Russia europea centrale, situata nell'oblast' di Mosca. Apparteneva amministrativamente allo Egor'evskij rajon.
Sorge nell'estrema parte sudorientale dell'oblast', nel bassopiano della Meščëra.